# ジェフ・ラスキン
ジェフ・ラスキン（英：Jef Raskin、1943年3月9日 - 2005年2月26日）は、アメリカのコンピュータ技術者。Apple Computerのマッキントッシュの開発を立ち上げたことで有名である。

## 経歴
1943年、ニューヨークで生まれる。1964年にニューヨーク州立大学ストニー・ブルック校で数学の学位、翌年は哲学の学位を取得する。ペンシルベニア州立大学で、音楽プログラムの研究を行い1967年に修士号（コンピュータ・サイエンス）を取得する。
その後、カリフォルニア大学サンディエゴ校に進み、1970年から1974年まで同校の助教授（コンピュータ・サイエンス）を務める（同校にて、視覚芸術の教授となっていたとする資料もある。同資料では1970年代はじめころスタンフォード人工知能研究所の客員研究員を務めていたとしている）。
大学を辞めた後、コンピュータ・コンサルタント業を始めたラスキンは、1976年にApple IIのBASIC言語向けのマニュアル制作を手がけるBannister and Curn社を設立する。ラスキンが、スティーブ・ジョブズやスティーブ・ウォズニアックと初めて出会ったのは、西海岸コンピュータ・フェアーで、当時Apple IIがデビューしたばかりの頃であった。1978年、ジョブズはラスキンと彼の会社を丸ごと買収し、Apple Computerに雇い入れた。
ラスキンは、Appleで社員番号31と出版部門の責任者、新製品の調査業務を与えられた。彼は、Apple IIが一般の人々には複雑すぎると考えていた。ラスキンにとって拡張スロットの存在は悪であり、ディスプレイやキーボード、可能であればプリンタも一体化した完結なポータブルマシンを理想としていた。Apple IIIの開発中にもかかわらず新しいコンピュータ製品の開発許可を求めた。Appleの取締役であったマイク・マークラはラスキンに500ドル台のゲーム機（コードネーム：アニー）の担当を打診したが、結局ラスキンの要求は受け入れられた。彼はサンディエゴ校での教え子であったビル・アトキンソンを雇い入れ、またApple IIのメンテナンス担当だったバレル・スミスなど数人で1979年にマッキントッシュプロジェクトを開始。AppleV またはApple32という商品名で1981年に500ドル程度（すぐに1000ドル程度に変更）での販売を考えていた。
細々とした開発中、パートタイムでスティーブ・ウォズニアックもハード設計の手伝いをしていた。最初からマッキントッシュに批判的であったスティーブ・ジョブズがLisaプロジェクトを追われると、1981年にマッキントッシュ・プロジェクトに参画した。マッキントッシュではハード担当がジョブズ、ソフト担当がラスキンとなり、取締役であったジョブズの働きで予算も開発メンバーも増えた。しかし、Lisaを上回るものにしようとするジョブズがソフトに対しても介入を行い、2人の対立は深刻化していく。結局1982年3月、ラスキンはAppleを去った。その後、デンマークのダンスク・データマチック研究所で教鞭を執った。同年、自身の手でインフォメーション・アプライアンス社を設立した。
インフォメーション・アプライアンスでは、ラスキン自身が考えていたマッキントッシュの概念を拡張させたSwyftCardと呼ばれるApple IIで動作する拡張カードと組み合わせる統合アプリケーションを開発・販売（後にソフトウェアのみで動作するSwyftWareを開発）。さらに、同じ機能を持つラップトップ・コンピュータ「Swyft」を開発した。Swyftのインターフェイスは1987年に発売されたキヤノン・キャットにも採用された。しかし、キヤノン・キャットは好調な販売にもかかわらず、発売後6ヶ月で販売が終了。大きな謎であるが、この撤退について2つの噂が流れた。1つはキヤノン内部でワープロ部門とコンピュータ部門の派閥争いに激怒したキヤノン幹部が、キヤノン・キャットを取りやめたというもの。もう1つはラスキンを嫌ったジョブズが自身の設立したNeXTへキヤノンが出資できるようにする見返りにキヤノン・キャットの販売を止めるようにキヤノンに圧力をかけたとものである。どちらにしろ真相が明かされることは無い。
その後もコンピュータ・ユーザ・インターフェイスにこだわり、2000年に『ヒューメイン・インタフェース――人に優しいシステムへの新たな指針』（邦題）を出版している。さらに、2000年にズーミングユーザインタフェースを開発する新しいインターフェース・プロジェクトTHE（The Human Environment）を立ち上げ、2005年1月には同プロジェクトをArchyと改名、ラスキンの息子、エイザ・ラスキンと共に開発を行っていた。
2004年12月に膵臓ガンと診断される。翌年2月26日、カリフォルニアで死亡。61歳。

## 人物像
Appleを退社する際には、マークラとジョブズから強い慰留を受け、新しい研究部門の責任者を打診されたがこれを断っている。ジョブズもラスキンも自尊心の強い人間で2人が並び立つことは出来なかったのだろうといわれている。またあいまいなアイコンを基盤とするグラフィカルユーザインタフェースよりも優れたインタフェースがあると死ぬまで主張しつづけた。マッキントッシュに関しては、マッキントッシュのコンセプトは自分自身で考えたものであると主張し、マッキントッシュの他の開発者の回想とは大きく異なる。
また人を驚かせることが大好きで、ある大学の教授職を辞めるとき、熱気球で大学の学長の自宅まで行き上空からソプラノリコーダを吹いた。その音で外に出てきた学長に対して大声で辞職する旨を叫んだという。
幅広い趣味の持ち主でもあった。サンフランシスコ室内歌劇協会の運営を行ない、そこで3種類の楽器を演奏した。ペンシルバニア州立大学時代、毎週水曜日に上演されていた昔の映画に合わせてピアノを弾き、自宅にはコンサート・グランド・ピアノを持ち、バッハとモーツァルトを好んだ。また、ラスキンの美術作品はニューヨーク近代美術館など数多くのギャラリーに展示されたこともあった。
ラジコンの飛行機では、ラスキン自身でラジコン飛行機の開発を行う会社を設立し、模型飛行機の翼の構造の特許も取得している。
また、射撃、アーチェリー、カーレースなども趣味としていた。